# Sant Miquel de Sansor
Sant Miquel de Sansor és una església de Prats i Sansor (Cerdanya) inclosa a l'Inventari del Patrimoni Arquitectònic de Catalunya.

## Descripció
És una església totalment abandonada, amb la teulada ensorrada. Té una sola nau amb dues capelles laterals de mig punt. La volta era de canó. La portalada, de mig punt, la formen uns blocs de considerable mida. Damunt de la porta s'aixeca el petit campanar en espadanya. L'absis és semicircular. La sagristia, al costat dret de l'altar, es troba igualment en molt mal estat. Tot el conjunt és deplorable.

## Història
Abans annexa d'Isòvol, des de 1904 ho era de Sant Sadurní de Prats. Tanmateix, estava dedicada a Santa Maria, avui a Sant Miquel.
A Santa Maria de Sampsor li honraven molt llegats, entre els que es pot citar el de Bartomeva, muller de Pere Bernat d'Isòvol, en el seu testament del 18 de setembre de 1302, en què llega a l'obra de Santa Maria de Puigcerdà i a la de Sampsor una mesura de sègol a cada una; i el de Guillem Pere, fill de Bernat de Corts de Sanavastre, en el mateix any.